# Saint-Laurent-des-Bois, Loir-et-Cher
Saint-Laurent-des-Bois är en kommun i departementet Loir-et-Cher i regionen Centre-Val de Loire i de centrala delarna av Frankrike. Kommunen ligger i kantonen Marchenoir som tillhör arrondissementet Blois. År 2022 hade Saint-Laurent-des-Bois 329 invånare.

## Befolkningsutveckling
Antalet invånare i kommunen Saint-Laurent-des-Bois
| Referens: INSEE |